# Campionato europeo rallycross
Il Campionato europeo di rallycross FIA è una competizione di rallycross che si svolge in Europa, organizzata sotto l'egida della FIA. Le gare di rallycross si svolgono su tracciati misti terra-asfalto, concettualmente simili a quelli utilizzati dalle supermotard. La griglia di partenza è composta da file di tre vetture alternate a file di due, questo fa sì che ci sia un grande equilibrio nelle fasi iniziali della gara. 

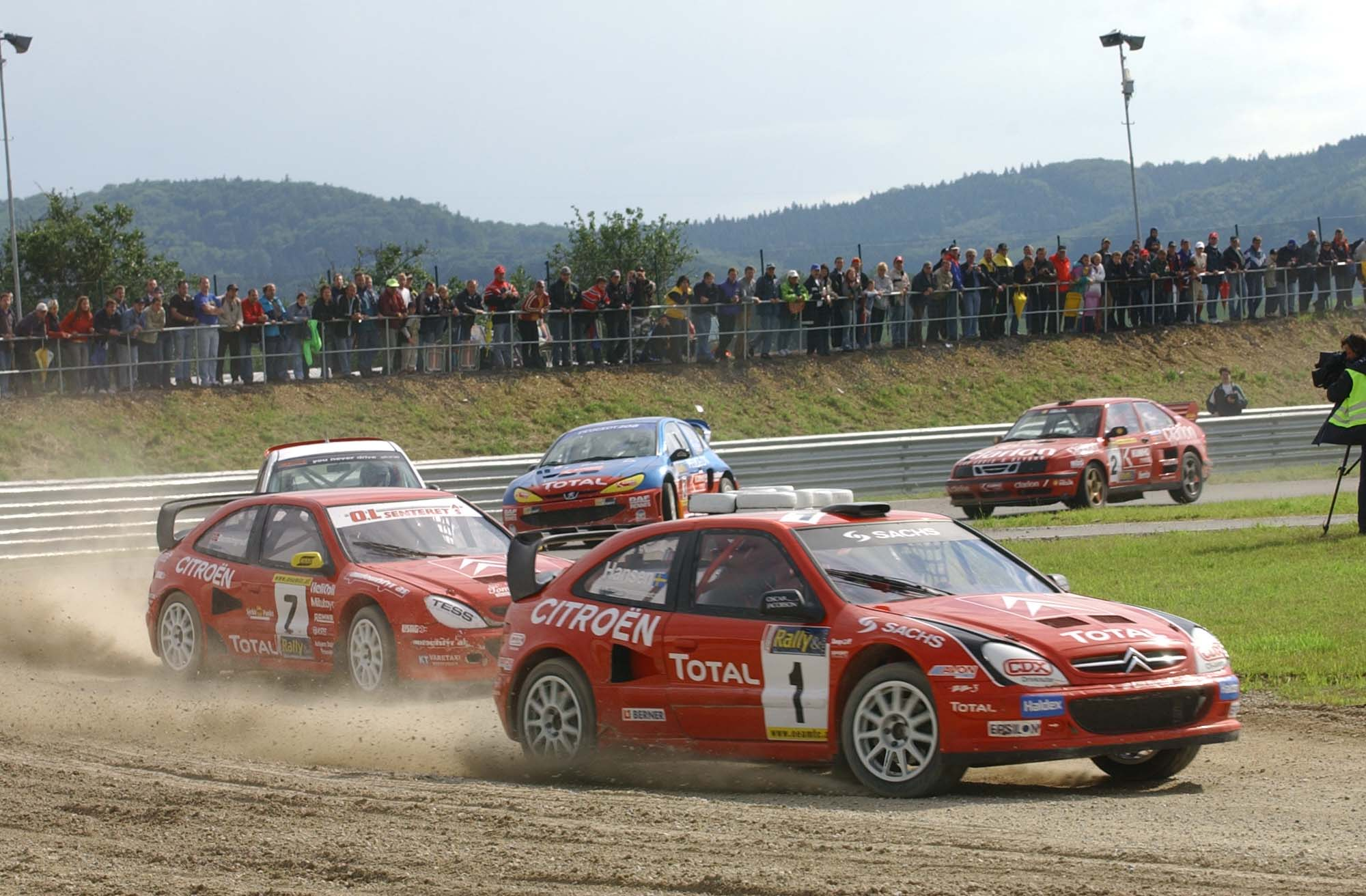
Una fase di gara del 2004

Altra fonte di spettacolo è la presenza del “joker lap”, si tratta di una variante del tracciato, che ogni pilota deve percorrere una volta prima della fine della manche. Questo tipo di competizioni ha molto seguito in Europa, tanto da richiamare piloti di spicco e vetture di assoluto rilievo. La classe regina (Supercars) annovera tra le sue file molte vetture derivate dalle WRC, private di restrittori nei collettori d'aspirazione del turbo, con potenze vicine ai 600 cv.
Anche negli USA ha preso piede questa disciplina, il Global Rallycross richiama sempre più piloti e costruttori. Piloti come Tanner Foust, Rhys Millen, Marcus Grönholm e Liam Doran sono protagonisti abituali delle gare continentali e di quelle oltre oceano.
Nel 2013 si presenterà al via dell'Europeo FIA l'ex campione del mondo rally Petter Solberg con una Citroen DS3 che sarà gestita dalla sua stessa squadra, la Petter Solberg Rallycross (RX) Team.

## Albo d'oro
| 1976 | 1.                                                               | Franz Wurz                                                       | Lancia Stratos HF 2.4                                            |                                                                  |                                                                  |                           |                                |
| 1976 | 2.                                                               | Cees Teurlings                                                   | Porsche 911 Carrera                                              |                                                                  |                                                                  |                           |                                |
| 1976 | 3.                                                               | Rolf Nilsson                                                     | Porsche 911 Carrera                                              |                                                                  |                                                                  |                           |                                |
| 1977 | 1.                                                               | Herbert Grünsteidl                                               | Alpine A310 16V Alpine A310 V6                                   |                                                                  |                                                                  |                           |                                |
| 1977 | 2.                                                               | Per Engseth                                                      | Porsche 911 Carrera                                              |                                                                  |                                                                  |                           |                                |
| 1977 | 3.                                                               | Stig Emilsson                                                    | Porsche 911 Carrera                                              |                                                                  |                                                                  |                           |                                |
| 1978 | 1.                                                               | Martin Schanche (Vincitore FIA European Cup)                     | Ford Escort RS1800                                               |                                                                  |                                                                  |                           |                                |
| 1978 | 2.                                                               | Andy Bentza (Vincitore Divisione GT)                             | Lancia Stratos HF 3.0                                            |                                                                  |                                                                  |                           |                                |
| 1978 | 3.                                                               | Åke Andersson                                                    | Porsche 911 Carrera                                              |                                                                  |                                                                  |                           |                                |
|      |                                                                  | Divisione TC                                                     | Divisione TC                                                     | Divisione GT                                                     | Divisione GT                                                     |                           |                                |
| Anno | Pos.                                                             | Pilota                                                           | Auto                                                             | Pilota                                                           | Auto                                                             |                           |                                |
| 1979 | 1.                                                               | Martin Schanche                                                  | Ford Escort RS1800                                               | Olle Arnesson                                                    | Porsche 911 Carrera                                              |                           |                                |
| 1979 | 2.                                                               | Jan de Rooy                                                      | Ford Escort RS1800                                               | Per Engseth                                                      | Porsche 911 Carrera                                              |                           |                                |
| 1979 | 3.                                                               | Anders Hultqvist                                                 | VW 1303S Turbo                                                   | Andy Bentza                                                      | Lancia Stratos HF                                                |                           |                                |
| 1980 | 1.                                                               | Per-Inge Walfridsson                                             | Volvo 343 Turbo                                                  | Olle Arnesson                                                    | Porsche 911 SC                                                   |                           |                                |
| 1980 | 2.                                                               | Martin Schanche                                                  | Ford Escort RS1800                                               | Andy Bentza                                                      | Lancia Stratos HF                                                |                           |                                |
| 1980 | 3.                                                               | Per Engseth                                                      | Volvo 343 Turbo                                                  | Matti Alamäki                                                    | Porsche 911 SC                                                   |                           |                                |
| 1981 | 1.                                                               | Martin Schanche                                                  | Ford Escort RS1800 Turbo                                         | Matti Alamäki                                                    | Porsche 911 SC                                                   |                           |                                |
| 1981 | 2.                                                               | Piet Dam                                                         | BMW 320i                                                         | Olle Arnesson                                                    | Porsche 911 SC                                                   |                           |                                |
| 1981 | 3.                                                               | Per-Inge Walfridsson                                             | Volvo 343/16 Turbo                                               | Andy Bentza                                                      | Lancia Stratos HF                                                |                           |                                |
|      |                                                                  | Divisione TC                                                     | Divisione TC                                                     | Divisione GT                                                     | Divisione GT                                                     |                           |                                |
| Anno | Pos.                                                             | Pilota                                                           | Auto                                                             | Pilota                                                           | Auto                                                             |                           |                                |
| 1982 | 1.                                                               | Egil Stenshagen                                                  | Volkswagen Golf GTI 1.6                                          | Franz Wurz                                                       | Audi Quattro                                                     |                           |                                |
| 1982 | 2.                                                               | Svein Hagen                                                      | Talbot Rallye 3                                                  | Martin Schanche                                                  | Ford Escort RS1800 Turbo                                         |                           |                                |
| 1982 | 3.                                                               | Knut Boberg                                                      | Volkswagen Golf GTI                                              | Jan de Rooy                                                      | Audi Quattro                                                     |                           |                                |
| 1983 | 1.                                                               | Egil Stenshagen                                                  | Volkswagen Golf GTI 1.8                                          | Olle Arnesson                                                    | Audi Quattro                                                     |                           |                                |
| 1983 | 2.                                                               | Lars Nyström                                                     | Volvo 240 Turbo                                                  | Rolf Nilsson                                                     | Porsche 911 SC                                                   |                           |                                |
| 1983 | 3.                                                               | Ludvig Hunsbedt                                                  | Opel Ascona i2000                                                | Seppo Niittymäki                                                 | Porsche 911 BiTurbo                                              |                           |                                |
| 1984 | 1.                                                               | Anders Norstedt                                                  | Saab 900 Turbo                                                   | Martin Schanche                                                  | Ford Escort XR3 T16 4x4                                          |                           |                                |
| 1984 | 2.                                                               | Lars Nyström                                                     | Volvo 240 Turbo                                                  | Seppo Niittymäki                                                 | Porsche 911 BiTurbo 4x4                                          |                           |                                |
| 1984 | 3.                                                               | Bjørn Skogstad                                                   | Opel Ascona i2000                                                | Olle Arnesson                                                    | Audi Quattro                                                     |                           |                                |
| 1985 | 1.                                                               | Anders Norstedt                                                  | Saab 900 Turbo                                                   | Matti Alamäki                                                    | Porsche 911 BiTurbo 4x4                                          |                           |                                |
| 1985 | 2.                                                               | Lars Nyström                                                     | Volvo 240 Turbo                                                  | Martin Schanche                                                  | Ford Escort XR3 T16 4x4                                          |                           |                                |
| 1985 | 3.                                                               | Bjørn Skogstad                                                   | Opel Ascona i2000                                                | Olle Arnesson                                                    | Audi Quattro                                                     |                           |                                |
| 1986 | 1.                                                               | Anders Norstedt                                                  | Saab 900 Turbo                                                   | Olle Arnesson                                                    | Audi Quattro 20V                                                 |                           |                                |
| 1986 | 2.                                                               | Per-Ove Davidsson                                                | Volvo 240 Turbo                                                  | Martin Schanche                                                  | Ford Escort XR3 T16 4x4                                          |                           |                                |
| 1986 | 3.                                                               | Trevor Reeves                                                    | Ford Escort RS Turbo                                             | Matti Alamäki                                                    | Porsche 911 BiTurbo 4x4                                          |                           |                                |
| 1987 | 1.                                                               | Per-Ove Davidsson                                                | Volvo 240 Turbo                                                  | Seppo Niittymäki                                                 | Peugeot 205 Turbo 16 E2                                          |                           |                                |
| 1987 | 2.                                                               | Herbert Breiteneder                                              | Volkswagen Golf GTI 16V                                          | Matti Alamäki                                                    | Lancia Delta S4                                                  |                           |                                |
| 1987 | 3.                                                               | Anders Norstedt                                                  | Saab 900 Turbo                                                   | Olle Arnesson                                                    | Audi Sport Quattro S1                                            |                           |                                |
| 1988 | 1.                                                               | Bjørn Skogstad                                                   | Ford Sierra RS500 Cosworth                                       | Matti Alamäki                                                    | Peugeot 205 Turbo 16 E2                                          |                           |                                |
| 1988 | 2.                                                               | Herbert Breiteneder                                              | Volkswagen Golf GTI 16V                                          | Martin Schanche                                                  | Ford RS200 E2                                                    |                           |                                |
| 1988 | 3.                                                               | Anders Norstedt                                                  | Saab 900 Turbo 16                                                | Will Gollop                                                      | MG Metro 6R4                                                     |                           |                                |
| 1989 | 1.                                                               | Kenneth Hansen                                                   | Ford Sierra RS500 Cosworth                                       | Matti Alamäki                                                    | Peugeot 205 Turbo 16 E2                                          |                           |                                |
| 1989 | 2.                                                               | Bjørn Skogstad                                                   | Ford Sierra RS500 Cosworth                                       | Martin Schanche                                                  | Ford RS200 E2                                                    |                           |                                |
| 1989 | 3.                                                               | Trevor Reeves                                                    | Ford Sierra RS500 Cosworth                                       | Will Gollop                                                      | MG Metro 6R4 BiTurbo                                             |                           |                                |
| 1990 | 1.                                                               | Kenneth Hansen                                                   | Ford Sierra RS500 Cosworth                                       | Matti Alamäki                                                    | Peugeot 205 Turbo 16 E2                                          |                           |                                |
| 1990 | 2.                                                               | Bjørn Skogstad                                                   | Ford Sierra RS500 Cosworth                                       | Martin Schanche                                                  | Ford RS200 E2                                                    |                           |                                |
| 1990 | 3.                                                               | Bengt Ekström                                                    | BMW M3                                                           | Will Gollop                                                      | MG Metro 6R4 BiTurbo                                             |                           |                                |
| 1991 | 1.                                                               | Kenneth Hansen                                                   | Ford Sierra RS500 Cosworth                                       | Martin Schanche                                                  | Ford RS200 E2                                                    |                           |                                |
| 1991 | 2.                                                               | Bjørn Skogstad                                                   | Ford Sierra RS500 Cosworth                                       | Will Gollop                                                      | MG Metro 6R4 BiTurbo                                             |                           |                                |
| 1991 | 3.                                                               | Steinar Jøranli                                                  | Opel Kadett GSi 16V                                              | Thor Holm                                                        | Ford RS200 E2                                                    |                           |                                |
| 1992 | 1.                                                               | Kenneth Hansen                                                   | Ford Sierra RS500 Cosworth                                       | Will Gollop                                                      | MG Metro 6R4 BiTurbo                                             |                           |                                |
| 1992 | 2.                                                               | Bjørn Skogstad                                                   | Ford Sierra RS500 Cosworth                                       | Pat Doran                                                        | Ford RS200 E2                                                    |                           |                                |
| 1992 | 3.                                                               | Michael Jernberg                                                 | Ford Sierra RS500 Cosworth                                       | Pekka Rantanen                                                   | Ford RS200 E2                                                    |                           |                                |
|      |                                                                  | Divisione 1                                                      | Divisione 1                                                      | Divisione 2                                                      | Divisione 2                                                      | Coppa 1400                | Coppa 1400                     |
| Anno | Pos.                                                             | Pilota                                                           | Auto                                                             | Pilota                                                           | Auto                                                             | Pilota                    | Auto                           |
| 1993 | 1.                                                               | Ludvig Hunsbedt                                                  | Ford Escort RS Cosworth                                          | Jean-Luc Pailler                                                 | Citroën BX GTi T16 4x4                                           | Tony Kuypers              | Citroën AX GT Citroën AX Sport |
| 1993 | 2.                                                               | Eivind Opland                                                    | Nissan Sunny GTI-R                                               | Kenneth Hansen                                                   | Citroën ZX T16 4x4                                               | Manfred Beck              | Citroën AX Sport               |
| 1993 | 3.                                                               | Richard Hutton                                                   | Ford Escort RS Cosworth                                          | Tommy Kristoffersson                                             | Audi Coupé S2 20V                                                | Pavel Novotný             | Citroën AX Sport               |
| 1994 | 1.                                                               | Richard Hutton                                                   | Ford Escort RS Cosworth                                          | Kenneth Hansen                                                   | Citroën ZX T16 4x4                                               | Susann Bergvall           | Citroën AX Sport               |
| 1994 | 2.                                                               | Bernd Leinemann                                                  | Ford Escort RS Cosworth                                          | Martin Schanche                                                  | Ford Escort RS2000 T16 4x4                                       | Manfred Beck              | Citroën AX Sport               |
| 1994 | 3.                                                               | Ludvig Hunsbedt                                                  | Ford Escort RS Cosworth                                          | Jean-Luc Pailler                                                 | Citroën Xantia T16 4x4                                           | Rudy Lauwers              | Peugeot 205 Rallye             |
| 1995 | 1.                                                               | Eivind Opland                                                    | Mitsubishi Lancer Evolution II                                   | Martin Schanche                                                  | Ford Escort RS2000 T16 4x4                                       | Ko Kasse                  | Citroën AX GTi                 |
| 1995 | 2.                                                               | Jos Kuypers                                                      | Mitsubishi Lancer Evolution II                                   | Kenneth Hansen                                                   | Citroën ZX T16 4x4                                               | Manfred Beck              | Citroën AX Sport               |
| 1995 | 3.                                                               | Gunde Svan                                                       | Toyota Celica GT-Four                                            | Jean-Luc Pailler                                                 | Citroën Xantia T16 4x4                                           | Pavel Novotný             | Citroën AX GTi                 |
| 1996 | 1.                                                               | Eivind Opland                                                    | Mitsubishi Lancer Evolution III                                  | Kenneth Hansen                                                   | Citroën ZX T16 4x4                                               | Manfred Beck              | Citroën AX GTi                 |
| 1996 | 2.                                                               | Lasse Sällström                                                  | Mitsubishi Lancer Evolution III                                  | Ludvig Hunsbedt                                                  | Ford Escort RS2000 T16 4x4                                       | Ko Kasse                  | Citroën AX GTi                 |
| 1996 | 3.                                                               | Jos Kuypers                                                      | Mitsubishi Lancer Evolution III                                  | Jean-Luc Pailler                                                 | Citroën Xantia T16 4x4                                           | Sven Seeliger             | Citroën AX GTi                 |
|      |                                                                  | Divisione 1                                                      | Divisione 1                                                      | Divisione 2                                                      | Divisione 2                                                      | Coppa 1400 (Divisione 2A) | Coppa 1400 (Divisione 2A)      |
| Anno | Pos.                                                             | Pilota                                                           | Auto                                                             | Pilota                                                           | Auto                                                             | Pilota                    | Auto                           |
| 1997 | 1.                                                               | Ludvig Hunsbedt                                                  | Ford Escort RS2000 T16 4x4                                       | Eivind Opland                                                    | Mitsubishi Lancer Evolution III                                  | Jaroslav Kalný            | Peugeot 106 Rallye             |
| 1997 | 2.                                                               | Kenneth Hansen                                                   | Citroën ZX T16 4x4                                               | Pavel Koutný                                                     | Ford Escort RS Cosworth                                          | Sven Seeliger             | Citroën AX GTi                 |
| 1997 | 3.                                                               | Martin Schanche                                                  | Ford Escort RS2000 T16 4x4                                       | Lasse Sällström                                                  | Mitsubishi Lancer Evolution III                                  | Vlastimil Boháček         | Peugeot 106 XSi                |
| 1998 | 1.                                                               | Kenneth Hansen                                                   | Citroën Xsara VTS T16 4x4                                        | Eivind Opland                                                    | Mitsubishi Lancer Evolution V                                    | Jaroslav Kalný            | Peugeot 106 Rallye             |
| 1998 | 2.                                                               | Per Eklund                                                       | Saab 900 T16 4x4                                                 | Jos Kuypers                                                      | Mitsubishi Lancer Evolution III                                  | Magnus Hansen             | Citroën AX GTi                 |
| 1998 | 3.                                                               | Martin Schanche                                                  | Ford Escort RS2000 T16 4x4                                       | Bjørn Skogstad                                                   | Mitsubishi Lancer Evolution III                                  | Jean-Michel Laurant       | Peugeot 106 XSi                |
| 1999 | 1.                                                               | Per Eklund                                                       | Saab 9-3 T16 4x4                                                 | Magnus Hansen                                                    | Citroën Xsara VTS                                                | Johnny Jensen             | Citroën AX GTi                 |
| 1999 | 2.                                                               | Kenneth Hansen                                                   | Citroën Xsara VTS T16 4x4                                        | Jaroslav Kalný                                                   | Peugeot 306 S16                                                  | Jean-Michel Laurant       | Peugeot 106 XSi                |
| 1999 | 3.                                                               | Ludvig Hunsbedt                                                  | Ford Escort RS2000 T16 4x4                                       | Pavel Novotný                                                    | Citroën Xsara VTS                                                | Jaroslav Marchal          | Volkswagen Polo 1.4 16V        |
| 2000 | 1.                                                               | Kenneth Hansen                                                   | Citroën Xsara WRC                                                | Eddy Bénézet                                                     | Peugeot 306 S16                                                  | Sven Seeliger             | Citroën AX GTi                 |
| 2000 | 2.                                                               | Jean-Luc Pailler                                                 | Peugeot 206 WRC                                                  | Jouko Kallio                                                     | Honda Integra Type R                                             | Michaël De Keersmaecker   | Peugeot 106 XSi                |
| 2000 | 3.                                                               | Per Eklund                                                       | Saab 9-3 T16 4x4                                                 | Magnus Hansen                                                    | Citroën Xsara VTS                                                | Jaroslav Marchal          | Volkswagen Polo 1.4 16V        |
| 2001 | 1.                                                               | Kenneth Hansen                                                   | Citroën Xsara WRC                                                | Ronny Scheveneels                                                | Volkswagen Golf GTI 16V                                          | Sven Seeliger             | Citroën AX GTi                 |
| 2001 | 2.                                                               | Ludvig Hunsbedt                                                  | Ford Focus WRC                                                   | Magnus Hansen                                                    | Citroën Xsara VTS                                                | Tomasz Oleksiak           | Peugeot 106 XSi                |
| 2001 | 3.                                                               | Per Eklund                                                       | Saab 9-3 T16 4x4                                                 | Guttorm Lindefjell                                               | Peugeot 306 S16                                                  | Michaël De Keersmaecker   | Peugeot 106 XSi                |
| 2002 | 1.                                                               | Kenneth Hansen                                                   | Citroën Xsara WRC                                                | Marc-Jan Vlassak                                                 | Opel Astra OPC                                                   | Aleš Zázvorka             | Volkswagen Polo 1.4 16V        |
| 2002 | 2.                                                               | Per Eklund                                                       | Saab 9-3 T16 4x4                                                 | Magnus Hansen                                                    | Citroën Xsara VTS                                                | Krzysztof Groblewski      | Volkswagen Polo 1.4 16V        |
| 2002 | 3.                                                               | Pavel Koutný                                                     | Ford Focus WRC Ford Escort WRC                                   | Ronny Scheveneels                                                | Volkswagen Golf GTI 16V                                          | Milan Peruth              | Volkswagen Polo 1.4 16V        |
|      |                                                                  | Divisione 1                                                      | Divisione 1                                                      | Divisione 1A                                                     | Divisione 1A                                                     | Divisione 2A              | Divisione 2A                   |
| Anno | Pos.                                                             | Pilota                                                           | Auto                                                             | Pilota                                                           | Auto                                                             | Pilota                    | Auto                           |
| 2003 | 1.                                                               | Kenneth Hansen                                                   | Citroën Xsara T16 4x4                                            | Jaroslav Kalný                                                   | Peugeot 206 XS                                                   | Guttorm Lindefjell        | Opel Astra OPC                 |
| 2003 | 2.                                                               | Per Eklund                                                       | Saab 9-3 T16 4x4                                                 | Krzysztof Groblewski                                             | Volkswagen Polo GTI                                              | Harald Sachweh            | Opel Astra OPC                 |
| 2003 | 3.                                                               | Jean-Luc Pailler                                                 | Peugeot 206 T16 4x4                                              | Ron Snoeck                                                       | SEAT Ibiza 16V                                                   | Jussi Pinomäki            | Renault Clio RS                |
| 2004 | 1.                                                               | Kenneth Hansen                                                   | Citroën Xsara T16 4x4                                            | Ron Snoeck                                                       | SEAT Ibiza 16V                                                   | Jussi Pinomäki            | Renault Clio RS Ragnotti       |
| 2004 | 2.                                                               | Michael Jernberg                                                 | Ford Focus T16 4x4                                               | Krzysztof Groblewski                                             | Volkswagen Polo GTI                                              | Harald Sachweh            | Opel Astra OPC                 |
| 2004 | 3.                                                               | Jos Kuypers                                                      | Ford Focus T16 4x4                                               | Marcin Laskowski                                                 | Peugeot 106 S16                                                  | Per Gustafsson            | Peugeot 206 RC                 |
| 2005 | 1.                                                               | Kenneth Hansen                                                   | Citroën Xsara T16 4x4                                            | Ron Snoeck                                                       | SEAT Ibiza 16V                                                   | Jussi Pinomäki            | Renault Clio RS Ragnotti       |
| 2005 | 2.                                                               | Michael Jernberg                                                 | Ford Focus T16 4x4                                               | Jaroslav Kalný                                                   | Peugeot 206 XSi                                                  | Michaël De Keersmaecker   | Honda Civic Type R             |
| 2005 | 3.                                                               | Sverre Isachsen                                                  | Ford Focus T16 4x4                                               | Morten Jespersen                                                 | Peugeot 106 S16                                                  | Marcus Nilsson            | Peugeot 206 RC                 |
| 2006 | 1.                                                               | Lars Larsson                                                     | Škoda Fabia T16 4x4                                              | Krzysztof Groblewski                                             | Volkswagen Polo GTI                                              | Roman Častoral            | Opel Astra OPC                 |
| 2006 | 2.                                                               | Kenneth Hansen                                                   | Citroën C4 T16 4x4                                               | Morten Jespersen                                                 | Peugeot 106 S16                                                  | Mattias Thörjesson        | Opel Astra OPC                 |
| 2006 | 3.                                                               | Tommy Rustad                                                     | Ford Focus T16 4x4                                               | Jussi Pinomäki                                                   | Renault Clio 1.6                                                 | Tomáš Kotek               | Honda Civic Type R             |
| 2007 | 1.                                                               | Lars Larsson                                                     | Škoda Fabia T16 4x4                                              | Michaël De Keersmaecker                                          | Opel Corsa GSi                                                   | Tomáš Kotek               | Honda Civic Type R             |
| 2007 | 2.                                                               | Kenneth Hansen                                                   | Citroën C4 T16 4x4                                               | Jaroslav Kalný                                                   | Peugeot 206 XS                                                   | Roman Častoral            | Opel Astra OPC                 |
| 2007 | 3.                                                               | Andréas Eriksson                                                 | Ford Fiesta ST T16 4x4                                           | Olivier Bossard                                                  | Citroën Saxo VTS Citroën C2 GT                                   | Martynas Padgurskis       | Renault Clio RS                |
| 2008 | 1.                                                               | Kenneth Hansen                                                   | Citroën C4 T16 4x4                                               | Jussi Pinomäki                                                   | Renault Clio                                                     | Tomáš Kotek               | Honda Civic Type R             |
| 2008 | 2.                                                               | Ludvig Hunsbedt                                                  | Volvo S40 T16 4x4                                                | Olivier Bossard                                                  | Citroën C2                                                       | Roman Častoral            | Opel Astra OPC                 |
| 2008 | 3.                                                               | Michael Jernberg                                                 | Škoda Fabia Mk2 T16 4x4                                          | Zdeněk Čermák                                                    | Škoda Fabia Mk1                                                  | Ondřej Smetana            | Honda Civic Type R             |
| 2009 | 1.                                                               | Sverre Isachsen                                                  | Ford Focus ST T16 4x4                                            | Mats Lysen                                                       | Renault Clio Mk2                                                 | Knut Ove Børseth          | Ford Fiesta ST RWD             |
| 2009 | 2.                                                               | Michael Jernberg                                                 | Škoda Fabia Mk2 T16 4x4                                          | Eduard Leganov                                                   | Volkswagen Polo Mk4                                              | Jos Sterkens              | Ford Focus ST RWD              |
| 2009 | 3.                                                               | Kenneth Hansen                                                   | Citroën C4 T16 4x4                                               | Timur Timerzyanov                                                | Renault Clio Mk2                                                 | Guino Kenis               | BMW 120                        |
| 2010 | 1.                                                               | Sverre Isachsen                                                  | Ford Focus ST T16 4x4                                            | Timur Timerzyanov                                                | Renault Clio Mk2                                                 | Derek Tohill              | Ford Fiesta Mk7 RWD            |
| 2010 | 2.                                                               | Kenneth Hansen                                                   | Citroën C4 T16 4x4                                               | Ildar Rakhmatullin                                               | Renault Clio Mk2                                                 | Knut Ove Børseth          | Ford Fiesta Mk7 RWD            |
| 2010 | 3.                                                               | Liam Doran                                                       | Citroën C4 T16 4x4                                               | Andreas Bakkerud                                                 | Peugeot 206/Renault Clio Mk2                                     | Ole Kristian Nøttveit     | Citroën Xsara RWD/Mazda RX-8   |
|      |                                                                  | Supercar                                                         | Supercar                                                         | Super1600                                                        | Super1600                                                        | TouringCar                | TouringCar                     |
| Anno | Pos.                                                             | Pilota                                                           | Auto                                                             | Pilota                                                           | Auto                                                             | Pilota                    | Auto                           |
| 2011 | 1.                                                               | Sverre Isachsen                                                  | Ford Focus Mk2 T16 4x4                                           | Andreas Bakkerud                                                 | Renault Clio Mk2                                                 | Lars Øivind Enerberg      | Ford Fiesta ST RWD             |
| 2011 | 2.                                                               | Tanner Foust                                                     | Ford Fiesta Mk7 T16 4x4                                          | Ulrik Linnemann                                                  | Peugeot 207                                                      | Roman Častoral            | Opel Astra OPC RWD             |
| 2011 | 3.                                                               | Timur Timerzyanov                                                | Citroën C4 T16 4x4                                               | Krzysztof Skorupski                                              | VW Polo Mk4/9N3                                                  | Derek Tohill              | Ford Fiesta Mk7 RWD            |
| 2012 | 1.                                                               | Timur Timerzyanov                                                | Citroën DS3 T16 4x4                                              | Andreas Bakkerud                                                 | Renault Twingo Mk2                                               | Anton Marklund            | Ford Fiesta Mk7 RWD            |
| 2012 | 2.                                                               | Liam Doran                                                       | Citroën DS3 T16 4x4                                              | Krzysztof Skorupski                                              | VW Polo Mk4/9N3                                                  | Derek Tohill              | Ford Fiesta Mk7 RWD            |
| 2012 | 3.                                                               | Tanner Foust                                                     | Ford Fiesta Mk7 T16 4x4                                          | Jussi-Petteri Leppihalme                                         | Renault Clio Mk2                                                 | Roman Častoral            | Opel Astra OPC RWD             |
| 2013 | 1.                                                               | Timur Timerzyanov                                                | Citroën DS3                                                      |                                                                  |                                                                  |                           |                                |
| 2013 | 2.                                                               | Davy Jeanney                                                     | Citroën C4                                                       |                                                                  |                                                                  |                           |                                |
| 2013 | 3.                                                               | Timmy Hansen                                                     | Citroën DS3                                                      |                                                                  |                                                                  |                           |                                |
| 2014 |                                                                  |                                                                  |                                                                  |                                                                  |                                                                  |                           |                                |
| 1.   | Robin Larsson                                                    | Audi A1                                                          | Sergey Zagumennov                                                | Škoda Fabia                                                      | Daniel Lundh                                                     | Volvo C30 RWD             |                                |
| 2.   | Henning Solberg                                                  | Saab 9-3/Citroën DS3                                             | Nikita Misiulia                                                  | Škoda Fabia                                                      | Torleif Lona                                                     | Ford Fiesta RWD           |                                |
| 3.   | Pontus Tidemand                                                  | Audi S1                                                          | Jānis Baumanis                                                   | Renault Twingo                                                   | Anders Bråten                                                    | Ford Fiesta RWD           |                                |
| 2015 |                                                                  |                                                                  |                                                                  |                                                                  |                                                                  |                           |                                |
| 1.   | Tommy Rustad                                                     | Volkswagen Polo                                                  | Jānis Baumanis                                                   | Renault Twingo                                                   | Fredrik Salsten                                                  | Citroën DS3 RWD           |                                |
| 2.   | Jérôme Grosset-Janin                                             | Peugeot 208                                                      | Ulrik Linnemann                                                  | Peugeot 208                                                      | Fredrik Magnussen                                                | Ford Fiesta RWD           |                                |
| 3.   | Ole Christian Veiby                                              | Volkswagen Polo                                                  | Krisztián Szabó                                                  | Škoda Fabia                                                      | David Nordgård                                                   | Ford Fiesta RWD           |                                |
| 2016 |                                                                  |                                                                  |                                                                  |                                                                  |                                                                  |                           |                                |
| 1.   | Kevin Hansen                                                     | Peugeot 208                                                      | Krisztián Szabó                                                  | Škoda Fabia                                                      | Ben-Philip Gundersen                                             | Ford Fiesta RWD           |                                |
| 2.   | Jérôme Grosset-Janin                                             | Peugeot 208                                                      | Ulrik Linnemann                                                  | Peugeot 208                                                      | Magda Andersson                                                  | Ford Fiesta RWD           |                                |
| 3.   | Tord Linnerud                                                    | Volkswagen Polo                                                  | Kasparas Navickas                                                | Škoda Fabia                                                      | Fredrik Magnussen                                                | Ford Fiesta RWD           |                                |
| 2017 |                                                                  |                                                                  |                                                                  |                                                                  |                                                                  |                           |                                |
| 1.   | Anton Marklund                                                   | Volkswagen Polo                                                  | Krisztián Szabó                                                  | Škoda Fabia                                                      | Lars Øivind Enerberg                                             | Ford Fiesta RWD           |                                |
| 2.   | Thomas Bryntesson                                                | Ford Fiesta                                                      | Artis Baumanis                                                   | Škoda Fabia                                                      | Anders Nymoen Bråten                                             | Ford Fiesta RWD           |                                |
| 3.   | Tamás Pál Kiss                                                   | Peugeot 208                                                      | Jussi-Petteri Leppihalme                                         | Renault Twingo                                                   | Philip Gehrman                                                   | Ford Fiesta RWD           |                                |
| 2018 |                                                                  |                                                                  |                                                                  |                                                                  |                                                                  |                           |                                |
| 1.   | Reinis Nitišs                                                    | Ford Fiesta                                                      | Rokas Baciuška                                                   | Audi A1                                                          | Steve Volders                                                    | Ford Fiesta RWD           |                                |
| 2.   | Anton Marklund                                                   | Volkswagen Polo                                                  | Aydar Nuriev                                                     | Škoda Fabia                                                      | Fredrik Magnussen                                                | Ford Fiesta RWD           |                                |
| 3.   | Cyril Raymond                                                    | Peugeot 208                                                      | Artis Baumanis                                                   | Audi A1                                                          | Daniel Holten                                                    | Ford Fiesta RWD           |                                |
| 2019 |                                                                  |                                                                  |                                                                  |                                                                  |                                                                  |                           |                                |
| 1.   | Robin Larsson                                                    | Audi S1                                                          | Aydar Nuriev                                                     | Audi A1s                                                         |                                                                  |                           |                                |
| 2.   | Jean-Baptiste Dubourg                                            | Peugeot 208                                                      | Gergely Márton                                                   | Audi A1s                                                         |                                                                  |                           |                                |
| 3.   | Thomas Bryntesson                                                | Volkswagen Polo                                                  | Artur Egorov                                                     | Audi A1s                                                         |                                                                  |                           |                                |
| 2020 | Non assegnati (Stagione condizionata dalla pandemia di COVID-19) | Non assegnati (Stagione condizionata dalla pandemia di COVID-19) | Non assegnati (Stagione condizionata dalla pandemia di COVID-19) | Non assegnati (Stagione condizionata dalla pandemia di COVID-19) | Non assegnati (Stagione condizionata dalla pandemia di COVID-19) |                           |                                |
| Anno | Pos.                                                             | RX1                                                              | RX1                                                              | RX3                                                              | RX3                                                              |                           |                                |
| Anno | Pos.                                                             | Pilota                                                           | Auto                                                             | Pilota                                                           | Auto                                                             |                           |                                |
| 2021 |                                                                  |                                                                  |                                                                  |                                                                  |                                                                  |                           |                                |
| 1.   | Andreas Bakkerud                                                 | Skoda Fabia                                                      | Yury Belevskiy                                                   | Audi A1s                                                         |                                                                  |                           |                                |
| 2.   | Fabien Pailler                                                   | Peugeot 208                                                      | Kobe Pauwels                                                     | Audi A1s                                                         |                                                                  |                           |                                |
| 3.   | Janis Baumanis                                                   | Skoda Fabia                                                      | Marat Knjazev                                                    | Audi A1                                                          |                                                                  |                           |                                |
| 2022 |                                                                  |                                                                  |                                                                  |                                                                  |                                                                  |                           |                                |
| 1.   | Anton Marklund                                                   | Hyundai i20                                                      | Kobe Pauwels                                                     | Audi A1                                                          |                                                                  |                           |                                |
| 2.   | Jānis Baumanis                                                   | Peugeot 208                                                      | Damian Litwinowicz                                               | Audi A1                                                          |                                                                  |                           |                                |
| 3.   | Enzo Ide                                                         | Audi S1                                                          | Jan Černý                                                        | Škoda Citigo                                                     |                                                                  |                           |                                |
| Anno | Pos.                                                             | RX1                                                              | RX1                                                              | RX2e                                                             | RX2e                                                             | RX3                       | RX3                            |
| Anno | Pos.                                                             | Pilota                                                           | Auto                                                             | Pilota                                                           | Auto                                                             | Pilota                    | Auto                           |
| 2023 |                                                                  |                                                                  |                                                                  |                                                                  |                                                                  |                           |                                |
| 1.   | Anton Marklund                                                   | Ford Fiesta                                                      | Nils Andersson                                                   | RX2e                                                             | Damian Litwinowicz                                               | Audi A1                   |                                |
| 2.   | Jānis Baumanis                                                   | Peugeot 208                                                      | Isak Sjökvist                                                    | RX2e                                                             | Espen Isaksætre                                                  | Audi A1                   |                                |
| 3.   | Patrick O'Donovan                                                | Peugeot 208                                                      | Mikaela Ahlin-Kottulinsky                                        | RX2e                                                             | Nils Volland                                                     | Audi A1                   |                                |

## Titoli per pilota

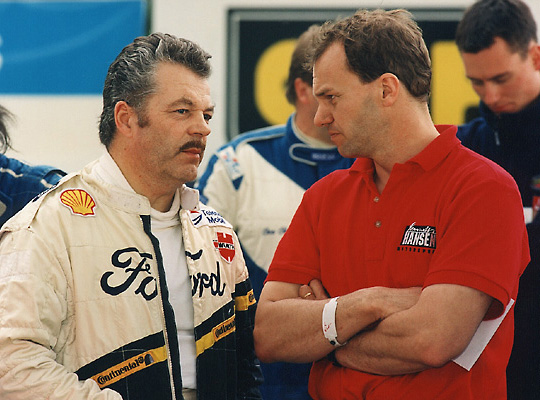
Schanke (a sinistra) e Hansen, i due piloti più vittoriosi della categoria

| Totale | Nome                    |
| ------ | ----------------------- |
| 14     | Kenneth Hansen          |
| 6      | Martin Schanche         |
| 5      | Matti Alamäki           |
| 4      | Olle Arnesson           |
| 4      | Eivind Opland           |
| 3      | Franz Wurz              |
| 3      | Anders Norstedt         |
| 3      | Jaroslav Kalný          |
| 3      | Jussi Pinomäki          |
| 2      | Egil Stenshagen         |
| 2      | Ludvig Hunsbedt         |
| 2      | Sven Seeliger           |
| 2      | Ron Snoeck              |
| 2      | Lars Larsson            |
| 2      | Michaël De Keersmaecker |
| 2      | Tomáš Kotek             |
| 2      | Sverre Isachsen         |
| 2      | Timur Timerzyanov       |
| 1      | John Taylor *           |
| 1      | Kees Teurlings *        |
| 1      | Herbert Grünsteidl      |
| 1      | Andy Bentza *           |
| 1      | Per-Inge Walfridsson    |
| 1      | Per-Ove Davidsson       |
| 1      | Seppo Niittymäki        |
| 1      | Bjørn Skogstad          |
| 1      | Will Gollop             |
| 1      | Jean-Luc Pailler        |
| 1      | Tony Kuypers *          |
| 1      | Richard Hutton          |
| 1      | Susann Bergvall *       |
| 1      | Ko Kasse                |
| 1      | Manfred Beck            |
| 1      | Per Eklund              |
| 1      | Magnus Hansen           |
| 1      | Johnny Jensen           |
| 1      | Eddy Bénézet            |
| 1      | Ronny Scheveneels       |
| 1      | Marc-Jan Vlassak        |
| 1      | Aleš Zázvorka           |
| 1      | Guttorm Lindefjell      |
| 1      | Krzysztof Groblewski    |
| 1      | Roman Častoral          |
| 1      | Jos Sterkens            |
| 1      | Mats Lysen              |
| 1      | Knut Ove Børseth        |
| 1      | Derek Tohill            |

* Non riconosciuto dalla FIA

## Titoli per Nazione
| Totale | Nazione     |
| ------ | ----------- |
| 28     | Svezia      |
| 20     | Norvegia    |
| 9      | Finlandia   |
| 7      | Rep. Ceca   |
| 6      | Austria     |
| 5      | Paesi Bassi |
| 5      | Belgio      |
| 3      | Regno Unito |
| 2      | Germania    |
| 2      | Francia     |
| 2      | Russia      |
| 1      | Danimarca   |
| 1      | Polonia     |
| 1      | Irlanda     |

## Titoli per costruttore
| Totale | Costruttore             |
| ------ | ----------------------- |
| 20     | Ford                    |
| 20     | Citroën                 |
| 8      | Peugeot                 |
| 7      | Volkswagen              |
| 5      | Renault                 |
| 4      | Porsche                 |
| 4      | Saab                    |
| 4      | Mitsubishi              |
| 4      | Opel                    |
| 3      | Audi                    |
| 2      | Lancia                  |
| 2      | Volvo                   |
| 2      | SEAT                    |
| 2      | Honda                   |
| 2      | Škoda                   |
| 1      | Alpine-Renault          |
| 1      | Austin Rover Group (MG) |
| 1      | BMW                     |